# HD 111456
HD 111456 — жёлто-белая звезда в созвездии Большой Медведицы. Смутно видна невооружённым глазом, поскольку имеет видимую визуальную величину 5,85. На основании ежегодного сдвига параллакса в 41,59 мс, если смотреть с Земли, расположена примерно в 78 световых годах от Солнца. Звезда приближается к Солнцу с радиальной скоростью −18 км /с. HD 111456 — член кластера движущейся группа звёзд Большой Медведицы. Шесть других звёзд в ядре образуют астеризм Большой Медведицы.
Спектральный класс — F7 В, указывающий, что это обычная F-типа звезда главной последовательности. HD 111456 молода, около 300—400 миллионов лет; вращается с относительно высокой прогнозируемой скоростью вращения — 41,5 км/с. Это одна из самых активных известных звёзд F-типа, и она является сильным источником рентгеновских лучей и ультрафиолетового излучения.